# Woże
Woże (ros. Воже (Чарондское)) – Jezioro, w rosyjskim obwodzie wołogodzkim.
Powierzchnia jeziora wynosi 418 km², a jego maksymalna głębokość – do 5 m. Do jeziora dopływa 20 rzek i potoków, największe to Modłona i Wożega. Natomiast z jeziora wypływa rzeka Swid, która łączy je z jeziorem Łacza. W środkowej części jeziora znajduje się wyspa Spasski o powierzchni 10 ha. 
W lipcu temperatura wody osiąga 20-22°C, a od listopada do kwietnia jeziora pokryte jest lodem. W jeziorze występuje 18 gatunków ryb, m.in. sieja, sielawa, stynka, leszcz, płoć, okoń, jazgarz, szczupak i sandaczSieja pospolita. Na jeziorze prowadzi się gospodarkę rybacką.